# José Garibi Rivera
 José Garibi Rivera  (30. januar 1889 i Guadalajara i Mexico – 27. maj 1972 i Guadalajara) var en af Den katolske kirkes kardinaler, og var ærkebiskop af Guadalajara 1936-1969. 
Under den mexicanske forfølgese af den katolske kirke i 1926 blev han fængslet. 
Han deltog under Det andet Vatikankoncil 1962-1965. 
Han blev kreert til kardinal af pave Johannes XXIII i 1958.
Han deltog ved konklavet 1958 som valgte Johannes XXIII, og konklavet 1963 som valgte Paul VI.